# Список станций Софийского метрополитена
Это список станций Софийского метрополитена — системы линий метрополитена в Софии (Болгария).

Схема метро Софии

## Линии и станции

### Первая линия
- «Обеля» (болг. Обеля)

открыта 20 апреля 2003 года
наземная, крытая с боковыми платформами.
- «Сливница» (болг. Сливница)

открыта 28 января 1998 года
однопролётная, мелкого заложения, длина платформы - 120 метров
- «Люлин» (болг. Люлин)

открыта 28 января 1998 года
колонная трёхпролётная, мелкого заложения, длина платформы - 120 метров
- «Западен парк» (болг. Западен парк)

открыта 28 января 1998 года
однопролётная, мелкого заложения, длина платформы-120 м..
- «Вардар» (болг. Вардар)

открыта 28 января 1998 года
колонная трёхпролётная, мелкого заложения, длина платформы-120 м..
- «Константин Величков» (болг. Константин Величков)

открыта 28 января 1998 года
однопролётная, мелкого заложения, длина платформы-120 м..
- «Ополченска» (болг. Опълченска)

открыта 17 сентября 1999 года
однопролётная, мелкого заложения, длина платформы-120 м..
- «Сердика» (болг. Сердика)

открыта 31 октября 2000 года
однопролётная, мелкого заложения, длина платформы-120 м..
- СУ «Св. Климент Охридски» (болг. СУ «Св. Климент Охридски»)

в эксплуатации с 7 сентября 2009 года
открыта 8 сентября 2009 года
однопролётная, мелкого заложения, длина платформы-104 м..
- Стадион «Васил Левски» (болг. Стадион «Васил Левски»)

открыта 8 мая 2009 года
мелкого заложения, с боковыми платформами, длиной 104 м.
- «Жолио-Кюри» (болг. Жолио-Кюри)

открыта 8 мая 2009 года
мелкого заложения, с боковыми платформами, длиной 104 м.
- «Г. М. Димитров» (болг. Г. М. Димитров)

открыта 8 мая 2009 года
мелкого заложения, с боковыми платформами, длиной 104 м.
- «Мусагеница» (болг. Мусагеница)

открыта 8 мая 2009 года
мелкого заложения, с боковыми платформами, длиной 104 м.
- «Младост 1» (болг. Младост 1)

открыта 8 мая 2009 года
мелкого заложения, с боковыми платформами, длиной 104 м.
- «Александр Малинов» (болг. Александър Малинов)

открыта 8 мая 2015 года
мелкого заложения, с боковыми платформами, длиной 104 м.
- «Академик Александр Теодоров-Балан» (болг. 	Академик Александър Теодоров-Балан)

открыта 8 мая 2015 года
мелкого заложения, с боковыми платформами, длиной 104 м.
- «Бизнес-парк София» (болг. Бизнес-парк София)

открыта 8 мая 2015 года
мелкого заложения, с боковыми платформами, длиной 104 м.

### Вторая линия
- «Обеля» (болг. Обеля)

открыта 20 апреля 2003 года
наземная, крытая с боковыми платформами.
- «Ломское шоссе» (болг. Ломско шосе)

открыта 31 августа 2012 года
надземная (на эстакаде), с боковыми платформами, длиной 104 м
- «Белый Дунай» (болг. Бели Дунав)

открыта 31 августа 2012 года
мелкого заложения, с боковыми платформами, длиной 104 м
- «Надежда» (болг.  Надежда)

открыта 31 августа 2012 года
мелкого заложения, с боковыми платформами, длиной 104 м
- «Хан Кубрат» (болг. Хан Кубрат)

открыта 31 августа 2012 года
мелкого заложения, с боковыми платформами, длиной 104 м
- «Княгиня Мария Луиза» (болг. Княгиня Мария Луиза)

открыта 31 августа 2012 года
мелкого заложения, с боковыми платформами, длиной 104 м
- «Центральный вокзал» (болг. Централна гара)

открыта 31 августа 2012 года
мелкого заложения, с боковыми платформами, длиной 104 м
- «Львов мост» (болг. Лъвов мост)

открыта 31 августа 2012 года
мелкого заложения, с боковыми платформами, длиной 104 м
- «Сердика II» (болг. Сердика II)

открыта 31 августа 2012 года
глубокого заложения, с боковыми платформами, длиной 104 м
- «Национальный Дворец Культуры» (болг. Национален Дворец на Културата)(построена в 1980-х годах)

открыта 31 августа 2012 года
однопролётная, мелкого заложения, длина платформы-104 м.
- «Европейский союз» (болг. Европейски съюз) (построена в 1980-х годах)

открыта 31 августа 2012 года
однопролётная, мелкого заложения, длина платформы-104 м.
- «Джеймс Баучер» (болг. Джеймс Баучер)

открыта 31 августа 2012 года
глубокого заложения, с боковыми платформами, длиной 104 м
- «Витоша» (болг. Витоша)

открыта 20 июля 2016 года
мелкого заложения, с боковыми платформами, длиной 104 м

### Третья линия
- Хаджи Димитр (болг. Хаджи Димитър) открыта 26 августа 2020 года подземная, боковые платформы длиной 105 м.
- Театральная (болг. Театрална)  открыта 26 августа 2020 года  подземная, боковые платформы длиной 105 м.
- Орлов мост  открыта 26 августа 2020 года  подземная, боковые платформы длиной 105 м.
- Св. Патриарх Евфимий  открыта 26 августа 2020 года подземная, боковые платформы длиной 105 м.
- Национальный Дворец Культуры II (болг. Национален дворец на културата II) открыта 26 августа 2020 года подземная, боковые платформы длиной 105 м.
- Медицинский университет (болг. Медицински университет)  открыта 26 августа 2020 года  подземная, боковые платформы длиной 105 м.
- Бульвар Болгария (болг. Бул. България)  открыта 26 августа 2020 года  подземная, боковые платформы длиной 105 м.
- Красное село (болг. Красно село)  открыта 26 августа 2020 года  подземная, боковые платформы длиной 105 м.
- Овча купель (болг. Овча купел)  открыта 24 апреля 2021 года  подземная, боковые платформы длиной 105 м.
- Мизия/НБУ (болг. Мизия/НБУ)  открыта 24 апреля 2021 года  подземная, боковые платформы длиной 105 м.
- Овча купел II (болг. Овча купел II)  открыта 24 апреля 2021 года  подземная, боковые платформы длиной 105 м.
- Горна баня  открыта 24 апреля 2021 года  подземная, платформы боковые.

### Четвертая линия
- Аэропорт София (болг. Летище София)  открыта 2 апреля 2015 года  надземная, крытая, островная платформа длиной 104 м. Имеется выход к второму терминалу софийского аэропорта.
- Софийская святая гора (болг. Софийска Света гора) открыта 2 апреля 2015 года  надземная, крытая, боковые платформы длиной 104 м.
- Искырское шоссе (болг. Искърско шосе) открыта 2 апреля 2015 года подземная, боковые платформы длиной 104 м.
- Дружба  открыта 2 апреля 2015 года подземная, боковые платформы длиной 104 м.
- Интер Экспо Центр — Цариградско шосе (болг. Интер Експо Център - Цариградско шосе) открыта 25 апреля 2012 года подземная, боковые платформы длиной 104 м.
- Младост 3  открыта 25 апреля 2012 года подземная, боковые платформы длиной 105 м.
- Младост 1 (совмещена с линией 1) открыта 8 мая 2009 года подземная мелкого заложения, боковые платформы длиной 102 м.
- «Мусагеница» (болг. Мусагеница) (совмещена с линией 1) открыта 8 мая 2009 года мелкого заложения, с боковыми платформами длиной 104 м.
- «Г. М. Димитров» (болг. Г. М. Димитров) (совмещена с линией 1) открыта 8 мая 2009 года мелкого заложения, с боковыми платформами длиной 104 м.
- «Жолио-Кюри» (болг. Жолио-Кюри) (совмещена с линией 1) открыта 8 мая 2009 года мелкого заложения, с боковыми платформами длиной 104 м.
- Стадион «Васил Левски» (болг. Стадион «Васил Левски») (совмещена с линией 1) открыта 8 мая 2009 года мелкого заложения, с боковыми платформами длиной 104 м.
- Софийский университет «Св. Климент Охридски» (болг. СУ «Св. Климент Охридски») (совмещена с линией 1) в эксплуатации с 7 сентября 2009 года, открыта 8 сентября 2009 года однопролётная, мелкого заложения, длина платформы 104 м.
- «Сердика» (болг. Сердика) (совмещена с линией 1) открыта 31 октября 2000 года однопролётная, мелкого заложения, длина платформы 120 м.
- «Ополченска» (болг. Опълченска) (совмещена с линией 1) открыта 17 сентября 1999 года однопролётная, мелкого заложения, длина платформы 120 м.
- «Константин Величков» (болг. Константин Величков) (совмещена с линией 1) открыта 28 января 1998 года однопролётная, мелкого заложения, длина платформы 120 м.
- «Вардар» (болг. Вардар) (совмещена с линией 1) открыта 28 января 1998 года колонная трёхпролётная, мелкого заложения, длина платформы 120 м.
- «Западен парк» (болг. Западен парк) (совмещена с линией 1) открыта 28 января 1998 года однопролётная, мелкого заложения, длина платформы 120 м.
- «Люлин» (болг. Люлин) (совмещена с линией 1) открыта 28 января 1998 года колонная трёхпролётная, мелкого заложения, длина платформы 120 м.
- «Сливница» (болг. Сливница) (совмещена с линией 1) открыта 28 января 1998 года однопролётная, мелкого заложения, длина платформы 120 м.
- «Обеля» (болг. Обеля) (совмещена с линией 2) открыта 20 апреля 2003 года наземная, крытая, боковые платформы длиной 120 м.

## Строящиеся и запланированные станции

### Расширение Первой линии

#### Участок от Люлина до КАД
В планах продлить маршрут по бульвару Царицы Иоанны (болг. булевард „Царица Йоанна“) до западной части кольцевой дороги. Цель – обеспечить связь с промзоной в Божуриште и улучшить покрытие метрополитеном района Люлин. Общая длина — 1,5 км, запланировано строительство двух новых станций метро. На 2024 год идёт разработка проекта.

### Расширение Второй линии

#### Участок в Студентски град
Запланирована постройка участка от станции Витоша через Симеоновское шоссе в сторону Студенческого города. Примерная длина нового участка составит 5 км, планируется возведение пяти станций, которые охватят следующие транспортные узлы:
- Пересечение бульвара Черни Врых и ул. Димитра Манчева.
- Пересечение улиц Проф. Василь Арнаудов и Стефан Савов.
- Пересечение бульвара Симеоновское шоссе и Проф. Доктор Ив. Зарубежный
- Пересечение ул. Академика, бул. Младенов и Проф. Атанас Иширков
- Пересечение ул. Академика. Младенова возле ул. 8 Декабря и ул. Доктора Йордана Йосифова.

#### Участок через Слатину
Сооружение участка с 6 станциями планируется от военной академии до бул. Цариградско шоссе